# Schweizer Cup Herren 2017/18 (Unihockey)
Der Schweizer Cup 2017/18 ist die Austragung des Schweizer Cups im Unihockey der Saison 2017/18.
Der Schweizer Cup wird in acht Runden ausgetragen. Die Nationalliga A-Vereine sind automatisch für die zweite Runde qualifiziert. Je nach Anzahl teilnehmender Mannschaften werden unterschiedlich viele Freilose verteilt. Die Spiele werden effektiv über eine Länger von 60 Minuten ausgetragen. Endet ein Spiel mit einem Unentschieden wird die Entscheidung in der Verlängerung oder mittels Penaltyschiessen herbeigeführt. Rückspiele werden keine absolviert.

## Teilnehmende Mannschaften
Die Ligazuordnung basiert auf der Saison 2016/17. Ab den 1/32-Finals gilt die Ligazugehörigkeit der neuen Saison.
| Nationalliga A | Nationalliga B | 1. Liga | 2. Liga | 3. Liga | 4. Liga | 5. Liga                      |
| --- | --- | --- | --- | --- | --- | ---------------------------- |
| - Chur Unihockey - Floorball Köniz - Grasshopper Club Zürich - HC Rychenberg Winterthur - Kloten-Bülach Jets - SV Wiler-Ersigen - Tigers Langnau - UHC Alligator Malans - UHC Grünenmatt - UHC Thun - UHC Uster - UHC Waldkirch-St. Gallen | - Ad Astra Sarnen - Floorball Thurgau - Iron Marmots Davos-Klosters - Regazzi Verbano UH Gordola - Ticino Unihockey - UHC Sarganserland - UHT Eggiwil - UHT Schüpbach - Unihockey Basel Regio - Unihockey Langenthal Aarwangen - Unihockey Mittelland - Zug United | - Bern Capitals - Blau-Gelb Cazis - Bülach Floorball - ESV Eschenbach - Hornets Regio Moosseedorf Worblental - Jona-Uznach Flames - Lausanne UC Unihockey - Riviera Raptors Vevey - SVL White Horse Lengnau - Team Aarau - TSV Unihockey Deitingen - UH Red Lions Frauenfeld - UHC Flamatt-Sense - UHC Jump Dübendorf - UHC Lions Konolfingen - UHC Nesslau Sharks - UHC Pfannenstiel - UHC Ramba Zamba Merenschwand - UHC Tiger Sharks Unterkulm - UHC Zuger Highlands - UHC Zuzwil-Wuppenau - Unihockey Fribourg - Unihockey Fricktal - Unihockey Limmattal - Unihockey Luzern - Unihockey Rheintal Gators Widnau - United Toggenburg Bazenheid - Vipers InnerSchwyz - Wild Goose Wil-Gansingen - Zürisee Unihockey ZKH | - DT Bäretswil - Floorball P.W. Buochs-Ennetbürgen - Floorball Uri Altdorf/Seedorf - FSG Corcelles-Cormondrèche - HC Weggis-Küssnacht - MR Krauchthal - Powermäuse Brugg - SC Oensingen Lions - STV Berg - SV Waldenburg Eagles - UH Appenzell - UH Zulgtal Eagles Heimenschwand - UHC Barracudas Romanshorn - UHC Bern Ost - UHC Biel-Seeland - UHC Black Creek Schwarzenbach - UHC Bulldogs Ehrendingen - UHC Burgdorf - UHC Domat-Ems - UHC Einhorn Hünenberg - UHC Elch Wangen-Brüttisellen - UHC Jungwacht Sursee '86 - UHC KTV Muotathal - UHC Meiersmaad-Schwanden - UHC Oberland 84 Interlaken - UHT Hot Shots Bronschhofen - UHT LC Rapperswil-Jona - UHT Tornados Frutigen - Unihockey Aargau United - Unihockey Baden-Birmenstorf - Unihockey Bassersdorf - Nürensdorf - Unihockey emotion Hinwil-Tann - Unihockey Gruyères Oron-la-Ville - Unihockey Schüpfheim-Region Entlebuch - Zürich Oberland Pumas | - Eagle’s UHC Aigle - Floorball Heiden - Floorball Marly - Floorball-Riders Dürnten-Bubikon-Rüti - Hurricanes Glarnerland Schwanden - Innebandy Zürich 11 - Kadetten Unihockey Schaffhausen - SC Laupen - Squirrels Ettingen - TSV Fortitudo Gossau - TV Würenlos - UC Yens-Morges - UC Yverdon - UH Kestenholz-Niederbuchsiten - UHC Black Sticks Embrach - UHC Blue Sharks Waltenschwil - UHC Bowil - UHC Calanda Flyers Trimmis - UHC Crusaders 95 Zürich - UHC Dietlikon - UHC Fully - UHC Gürbetal RK Belp - UHC Jonschwil Vipers - UHC Laupen ZH - UHC Lions Meilen - UHC Phantoms Rafzerfeld - UHC Racoons Herzogenbuchsee - UHC Rangers Grabs-Werdenberg - UHC Riehen - UHC Schwarz-Gelb Wetzikon - UHC Sharks Münchenstein - UHC Visper Lions - UHC Wängi - UHC Wild Pigs Wyland Marthalen - UHC Wildcats Schiers - UHC Winterthur United II - UHC Wyland Stammheim-Andelfingen - UHT Arni - UHT Uetigen - Unihockey Ruswil - Virtus Wohlen | - Biberist Aktiv - Floorball Albis - Griffins Muttenz-Pratteln - Kriens Unihockey - Oberägeri Chillers - The Hard Sticks Adliswil - TSV Mörschwil Dragons - TV Bubendorf - TV Kaisten - UC Moutier - UHC Basel United - UHC Bremgarten - UHC Desertina Bulls Disentis/Mustér - UHC Frenkendorf-Füllinsdorf - UHC Gladiators Münsingen - UHC Kerzers-Müntschemier - UHC La Chaux-de-Fonds - UHC Lenzburg - UHC Mutschellen - UHC Obersiggenthal - UHC St-Maurice Pécaporés II - UHC Tägerwilen - UHC Tuggen-Reichenburg - UHC Wolhusen - UHC Zugerland | - UHC Obersimmental Boltigen |

## 1. Runde – 1/128-Final
Die Mannschaft aus der niedrigeren Liga erhält immer den Heimvorteil, ansonsten bekam die erstgezogene Mannschaft das Heimrecht. Aufgrund der grossen Teilnehmeranzahl werden Freilose verteilt. Alle Mannschaften der beiden Nationalligen erhielten in der ersten Runde Freilose.
| Datum                |                                      | Ergebnis   |                                       |
| -------------------- | ------------------------------------ | ---------- | ------------------------------------- |
|                      | SV Wiler-Ersigen                     | -:-        | Freilos                               |
| 20.05.2017 19:00 Uhr | UHC Lions Meilen                     | 3:5        | UHC Crusaders 95 Zürich               |
| 21.05.2017 18:00 Uhr | UHC Winterthur United II             | 6:5        | Innebandy Zürich 11                   |
| 19.05.2017 20:00 Uhr | TSV Mörschwil Dragons                | 3:7        | UHC Wildcats Schiers                  |
|                      | UHC Nesslau Sharks                   | -:-        | Freilos                               |
|                      | Ad Astra Sarnen                      | -:-        | Freilos                               |
| 20.05.2017 13:00 Uhr | Unihockey emotion Hinwil-Tann        | 5:6 n. V.  | UHC Wyland                            |
|                      | Unihockey Limmattal                  | -:-        | Freilos                               |
| 20.05.2017 20:00 Uhr | UHC Lokomotive Stäfa                 | 6:2        | UHC Black Sticks Embrach              |
|                      | UHC Sarganserland                    | -:-        | Freilos                               |
| 14.05.2017 16:00 Uhr | UHT Uetigen                          | 8:2        | UHC Gürbetal RK Belp                  |
| 21.05.2017 18:00 Uhr | Blau-Gelb Cazis                      | 6:5        | STV Berg                              |
|                      | Jona-Uznach Flames                   | -:-        | Freilos                               |
|                      | Unihockey Basel Regio                | -:-        | Freilos                               |
| 21.05.2017 17:00 Uhr | Rheintal Gators Widnau               | 14:2       | UHC Jonschwil Vipers                  |
|                      | Bülach Floorball                     | -:-        | Freilos                               |
| 21.05.2017 16:00 Uhr | UHC Schwarz-Gelb Wetzikon            | 8:7        | Floorball Albis II                    |
|                      | Unihockey Langenthal Aarwangen       | -:-        | Freilos                               |
| 20.05.2017 19:00 Uhr | UHC KTV Muotathal                    | 2:4        | UHC JW Sursee 86                      |
| 20.05.2017 19:00 Uhr | UHT Arni                             | 5:10       | UHC Meiersmaad-Schwanden              |
|                      | Bern Capitals                        | -:-        | Freilos                               |
| 19.05.2017 20:00 Uhr | STV Spreitenbach                     | 6:7 n. V.  | UHC Basel United                      |
| 18.05.2017 20:00 Uhr | Virtus Wohlen                        | 6:2        | UH Kestenholz-Niederbuchsiten         |
| 19.05.2017 20:30 Uhr | Floorball Heiden                     | 7:9        | UHC Rangers Grabs-Werdenberg          |
| 14.05.2017 19:00 Uhr | UHC Desertina Bulls Disentis/Mustér  | 4:7        | TSV Fortitudo Gossau                  |
|                      | HC Rychenberg Winterthur             | -:-        | Freilos                               |
|                      | Grasshopper Club Zürich              | -:-        | Freilos                               |
|                      | Team Aarau                           | -:-        | Freilos                               |
| 19.05.2017 20:00 Uhr | SC Oensingen Lions                   | 7:4        | UHC Bremgarten                        |
| 21.05.2017 17:00 Uhr | UHC La Chaux-de-Fonds                | 4:7        | UC Moutier                            |
|                      | Lausanne UC Unihockey                | -:-        | Freilos                               |
|                      | Floorball Thurgau                    | -:-        | Freilos                               |
| 10.05.2017 20:30 Uhr | UHC Zuzwil-Wuppenau                  | 1:12       | UHT Hot Shots Bronschhofen            |
| 20.05.2017 16:00 Uhr | TV Kaisten                           | 2:19       | Unihockey Baden-Birmenstorf           |
| 20.05.2017 15:00 Uhr | Griffins Muttenz-Pratteln            | 0:4        | UHC Tiger Sharks Unterkulm            |
|                      | RD March-Höfe Altendorf              | -:-        | Freilos                               |
|                      | UHC Pfannenstiel                     | -:-        | Freilos                               |
| 21.05.2017 18:00 Uhr | UHC Phantoms Rafzerfeld              | 3:16       | Unihockey Bassersdorf Nürensdorf      |
|                      | Zug United                           | -:-        | Freilos                               |
| 13.05.2017 19:00 Uhr | UHC Obersiggenthal                   | 8:2        | SVL White Horse Lengnau               |
|                      | Zürich Oberland Pumas                | -:-        | Freilos                               |
| 20.05.2017 18:00 Uhr | DT Bäretswil                         | 10:8       | UHC Elch Wangen-Brüttisellen          |
|                      | Ticino Unihockey                     | -:-        | Freilos                               |
| 20.05.2017 19:30 Uhr | Wild Goose Wil-Gansingen             | 4:1        | UHC Frenkendorf-Füllinsdorf           |
|                      | Unihockey Aargau United              | -:-        | Freilos                               |
| 21.05.2017 16:00 Uhr | Ramba Zamba Merenschwand             | 9:5        | UHC Lenzburg                          |
| 10.05.2017 20:15 Uhr | TV Würenlos                          | 5:7        | Sharks Münchenstein                   |
|                      | Unihockey Fricktal                   | -:-        | Freilos                               |
| 20.05.2017 18:00 Uhr | UHC Fully                            | 6:8        | UC Yverdon                            |
| 21.05.2017 18:00 Uhr | Riviera Raptors Vevey                | 12:3       | UC Yens-Morges                        |
|                      | UHC Alligator Malans                 | -:-        | Freilos                               |
|                      | Chur Unihockey                       | -:-        | Freilos                               |
| 19.05.2017 19:30 Uhr | SC Laupen                            | 3:5        | UHC Biel-Seeland                      |
| 14.05.2017 16:00 Uhr | UHC Visper Lions                     | 10:9 n. V. | UHC Oberland 84 Interlaken            |
| 21.05.2017 20:00 Uhr | UHC St-Maurice Pécaporés             | 0:5 (ff)   | Unihockey Gruyères Oron-la-Ville      |
|                      | FSG Corcelles-Cormondrèche           | -:-        | Freilos                               |
|                      | UHC Grünenmatt                       | -:-        | Freilos                               |
| 21.05.2017 11:00 Uhr | Kriens Unihockey                     | 3:7        | Unihockey Schüpfheim-Region Entlebuch |
| 20.05.2017 16:00 Uhr | UHC Tuggen-Reichenburg               | 7:6 n. P.  | FB Uri                                |
|                      | Iron Marmots Davos-Klosters          | -:-        | Freilos                               |
| 21.05.2017 17:00 Uhr | UHC Domat-Ems                        | 7:1        | Barracudas Romanshorn                 |
|                      | Unihockey Luzern                     | -:-        | Freilos                               |
| 20.05.2017 17:00 Uhr | Unihockey Ruswil                     | 2:10       | UHC Einhorn Hünenberg                 |
|                      | UHC Thun                             | -:-        | Freilos                               |
|                      | UH Red Lions Frauenfeld              | -:-        | Freilos                               |
| 14.05.2017 16:00 Uhr | Calanda Flyers Trimmis               | 9:2        | Hurricanes Glarnerland Schwanden      |
|                      | Regazzi Verbano UH Gordola           | -:-        | Freilos                               |
| 14.05.2017 16:00 Uhr | Oberägeri Chillers                   | 5:9        | Floorball P.W. Buochs-Ennetbürgen     |
| 20.05.2017 20:00 Uhr | UHC Flamatt-Sense                    | 12:5       | UH Zulgtal Eagles                     |
|                      | UHT Eggiwil                          | -:-        | Freilos                               |
| 12.05.2017 20:30 Uhr | UHC Riehen                           | 6:0        | Blue Sharks Waltenschwil              |
|                      | TSV Unihockey Deitingen              | -:-        | Freilos                               |
|                      | UHC Jump Dübendorf                   | -:-        | Freilos                               |
| 19.05.2017 21:00 Uhr | Kadetten UH Schaffhausen             | 11:6       | UHC Dietlikon                         |
|                      | Floorball Köniz                      | -:-        | Freilos                               |
|                      | Unihockey Tigers                     | -:-        | Freilos                               |
|                      | Zürisee Unihockey ZKH                | -:-        | Freilos                               |
| 14.05.2017 14:00 Uhr | UHC Wild Pigs Wyland                 | 1:7        | UHC Laupen ZH                         |
| 07.05.2017 16:00 Uhr | UHC Zugerland                        | 6:7 n. V.  | HC Weggis-Küssnacht                   |
|                      | UHC Zuger Highlands                  | -:-        | Freilos                               |
| 13.05.2017 14:00 Uhr | Floorball Marly                      | 6:4        | Eagles UHC-Aigle                      |
|                      | Unihockey Fribourg                   | -:-        | Freilos                               |
|                      | UHC Uster                            | -:-        | Freilos                               |
| 21.05.2017 14:00 Uhr | Squirrels Ettingen                   | 14:5       | UHC Bulldogs Ehrendingen              |
| 21.05.2017 12:00 Uhr | UHC Mutschellen                      | 13:2       | Biberist Aktiv                        |
|                      | UHT Schüpbach                        | -:-        | Freilos                               |
| 21.05.2017 18:00 Uhr | LC Rapperswil-Jona                   | 4:5        | UH Appenzell                          |
| 19.05.2017 20:00 Uhr | UHC Gladiators Münsingen             | 4:11       | UHT Tornados Frutigen                 |
| 01.05.2017 20:00 Uhr | UHC Obersimmental Boltigen           | 0:5 (ff)   | UHC Burgdorf                          |
|                      | UHC Waldkirch-St. Gallen             | -:-        | Freilos                               |
| 14.05.2017 15:00 Uhr | TV Bubendorf                         | 0:13       | SV Waldenburg Eagles                  |
|                      | Powermäuse Brugg                     | -:-        | Freilos                               |
|                      | Unihockey Mittelland                 | -:-        | Freilos                               |
| 21.05.2017 20:00 Uhr | UHC Racoons Herzogenbuchsee          | 4:5 n. V.  | UHC Bowil                             |
| 20.05.2017 16:00 Uhr | UHC Kerzers-Müntschemier             | 1:5        | UHC Black Creek Schwarzenbach         |
|                      | Hornets Regio Moosseedorf Worblental | -:-        | Freilos                               |
| 20.05.2017 19:00 Uhr | UHC Tägerwilen                       | 6:5 n. P.  | UHC Wängi                             |
|                      | United Toggenburg Bazenheid          | -:-        | Freilos                               |
| 07.05.2017 17:00 Uhr | UHC Bern Ost                         | 8:4        | MR Krauchthal                         |
|                      | UHC Lions Konolfingen                | -:-        | Freilos                               |
|                      | Kloten-Bülach Jets                   | -:-        | Freilos                               |
|                      | Vipers InnerSchwyz                   | -:-        | Freilos                               |
| 13.05.2017 18:00 Uhr | UHC Wolhusen II                      | 3:10       | ESV Eschenbach                        |

## 2. Runde – 1/64-Final
Die zweite Runde bzw. der 1/64-Final des Schweizer Cup wird grösstenteils am 25. Juni 2017 ausgetragen.
| Datum                |                                       | Ergebnis  |                                       |
| -------------------- | ------------------------------------- | --------- | ------------------------------------- |
|                      | SV Wiler-Ersigen                      | -:-       | Freilos                               |
| 25.06.2017 15:00 Uhr | UHC Crusaders 95 Zürich               | 2:4       | UHC Winterthur United II              |
| 18.06.2017 18:00 Uhr | UHC Wildcats Schiers                  | 6:5 n. V. | UHC Nesslau Sharks                    |
| 23.06.2017 20:00 Uhr | UHC Wyland                            | 1:21      | Ad Astra Sarnen                       |
| 25.06.2017 16:00 Uhr | UHC Lokomotive Stäfa                  | 2:4       | Unihockey Limmattal                   |
| 24.06.2017 18:00 Uhr | UHT Uetigen                           | 4:5       | UHC Sarganserland                     |
| 25.06.2017 19:00 Uhr | Blau-Gelb Cazis                       | 3:4       | Jona-Uznach Flames                    |
| 24.06.2017 19:30 Uhr | Rheintal Gators Widnau                | 5:8       | Unihockey Basel Regio                 |
| 25.06.2017 16:00 Uhr | UHC Schwarz-Gelb Wetzikon             | 7:11      | Bülach Floorball                      |
| 18.06.2017 19:00 Uhr | UHC JW Sursee 86                      | 5:8       | Unihockey Langenthal Aarwangen        |
| 24.06.2017 19:15 Uhr | UHC Meiersmaad-Schwanden              | 2:5       | Bern Capitals                         |
| 25.06.2017 16:00 Uhr | UHC Basel United                      | 0:2       | Virtus Wohlen                         |
| 24.06.2017 19:00 Uhr | UHC Rangers Grabs-Werdenberg          | 9:4       | TSV Fortitudo Gossau                  |
|                      | HC Rychenberg Winterthur              | -:-       | Freilos                               |
|                      | Grasshopper Club Zürich               | -:-       | Freilos                               |
| 16.06.2017 20:00 Uhr | SC Oensingen Lions                    | 3:11      | Team Aarau                            |
| 24.06.2017 19:00 Uhr | UC Moutier                            | 4:12      | Lausanne UC Unihockey                 |
| 07.06.2017 20:30 Uhr | UHT Hot Shots Bronschhofen            | 2:13      | Floorball Thurgau                     |
| 23.06.2017 20:00 Uhr | Unihockey Baden-Birmenstorf           | 8:3       | UHC Tiger Sharks Unterkulm            |
| 25.06.2017 17:00 Uhr | Floorball-Riders Dürnten-Bubikon-Rüti | 1:14      | RD March-Höfe Altendorf               |
| 17.06.2017 17:30 Uhr | Unihockey Bassersdorf Nürensdorf      | 7:5       | UHC Pfannenstiel                      |
| 25.06.2017 18:00 Uhr | UHC Obersiggenthal                    | 1:10      | Zug United                            |
| 25.06.2017 16:30 Uhr | DT Bäretswil                          | 9:5       | Zürich Oberland Pumas                 |
| 18.06.2017 16:00 Uhr | Ticino Unihockey                      | 8:3       | Wild Goose Wil-Gansingen              |
| 18.06.2017 17:00 Uhr | Ramba Zamba Merenschwand              | 2:4       | Unihockey Aargau United               |
| 16.06.2017 20:30 Uhr | Sharks Münchenstein                   | 1:6       | Unihockey Fricktal                    |
| 22.06.2017 20:30 Uhr | Riviera Raptors Vevey                 | 3:4 n. V. | UC Yverdon                            |
|                      | UHC Alligator Malans                  | -:-       | Freilos                               |
|                      | Chur Unihockey                        | -:-       | Freilos                               |
| 03.06.2017 16:00 Uhr | UHC Visper Lions                      | 5:2       | UHC Biel-Seeland                      |
| 10.06.2017 17:00 Uhr | Unihockey Gruyères Oron-la-Ville      | 5:14      | FSG Corcelles-Cormondrèche            |
|                      | UHC Grünenmatt                        | -:-       | Freilos                               |
| 25.06.2017 16:00 Uhr | UHC Tuggen-Reichenburg                | 4:3 n. P. | Unihockey Schüpfheim-Region Entlebuch |
| 24.06.2017 18:00 Uhr | UHC Domat-Ems                         | 2:7       | Iron Marmots Davos-Klosters           |
| 25.06.2017 19:00 Uhr | UHC Einhorn Hünenberg                 | 7:6       | Unihockey Luzern                      |
|                      | UHC Thun                              | -:-       | Freilos                               |
| 24.06.2017 18:00 Uhr | Calanda Flyers Trimmis                | 3:6       | UH Red Lions Frauenfeld               |
| 25.06.2017 17:00 Uhr | Floorball P.W. Buochs-Ennetbürgen     | 3:2 n. V. | Regazzi Verbano UH Gordola            |
| 18.06.2017 14:00 Uhr | UHC Flamatt-Sense                     | 3:4       | UHT Eggiwil                           |
| 24.06.2017 14:00 Uhr | UHC Riehen                            | 7:11      | TSV Unihockey Deitingen               |
| 25.06.2017 20:00 Uhr | Kadetten UH Schaffhausen              | 1:8       | UHC Jump Dübendorf                    |
|                      | Floorball Köniz                       | -:-       | Freilos                               |
|                      | Unihockey Tigers                      | -:-       | Freilos                               |
| 23.06.2017 20:00 Uhr | UHC Laupen ZH                         | 3:7       | Zürisee Unihockey ZKH                 |
| 23.06.2017 20:30 Uhr | HC Weggis-Küssnacht                   | 1:9       | UHC Zuger Highlands                   |
| 25.06.2017 16:00 Uhr | Floorball Marly                       | 3:13      | Unihockey Fribourg                    |
|                      | UHC Uster                             | -:-       | Freilos                               |
| 25.06.2017 14:00 Uhr | UHC Mutschellen                       | 6:3       | Squirrels Ettingen                    |
| 24.06.2017 17:00 Uhr | UH Appenzell                          | 4:5 n. V. | UHT Schüpbach                         |
| 25.06.2017 16:00 Uhr | UHT Tornados Frutigen                 | 8:7 n. V. | UHC Burgdorf                          |
|                      | UHC Waldkirch-St. Gallen              | -:-       | Freilos                               |
| 25.06.2017 19:00 Uhr | SV Waldenburg Eagles                  | 8:3       | Powermäuse Brugg                      |
| 24.06.2017 17:00 Uhr | UHC Bowil                             | 5:11      | Unihockey Mittelland                  |
| 25.06.2017 16:30 Uhr | UHC Black Creek Schwarzenbach         | 4:5       | Hornets Regio Moosseedorf Worblental  |
| 25.06.2017 14:00 Uhr | UHC Tägerwilen                        | 0:13      | United Toggenburg Bazenheid           |
| 24.06.2017 15:00 Uhr | UHC Bern Ost                          | 2:9       | UHC Lions Konolfingen                 |
|                      | Kloten-Bülach Jets                    | -:-       | Freilos                               |
| 18.06.2017 17:30 Uhr | ESV Eschenbach                        | 3:9       | Vipers InnerSchwyz                    |

## 3. Runde – 1/32-Final
Die dritte Runde bzw. der 1/32-Final des Schweizer Cup wird grösstenteils am 20. August 2017 ausgetragen.
| Datum                |                                   | Ergebnis  |                                      |
| -------------------- | --------------------------------- | --------- | ------------------------------------ |
|                      | SV Wiler-Ersigen                  | -:-       | Freilos                              |
| 20.08.2017 20:00 Uhr | UHC Winterthur United             | 0:5       | UHC Wildcats Schiers                 |
| 20.08.2017 17:00 Uhr | Unihockey Limmattal               | 3:10      | Ad Astra Sarnen                      |
| 19.08.2017 17:00 Uhr | Jona-Uznach Flames                | 4:3       | UHC Sarganserland                    |
| 19.08.2017 17:00 Uhr | Bülach Floorball                  | 5:6 n. V. | Unihockey Basel Regio                |
| 18.08.2017 20:00 Uhr | Bern Capitals                     | 5:3       | Unihockey Langenthal Aarwangen       |
| 19.08.2017 16:00 Uhr | Virtus Wohlen                     | 3:5       | UHC Rangers Grabs-Werdenberg         |
|                      | HC Rychenberg Winterthur          | -:-       | Freilos                              |
|                      | Grasshopper Club Zürich           | -:-       | Freilos                              |
| 19.08.2017 18:00 Uhr | Lausanne UC Unihockey             | 5:9       | Team Aarau                           |
| 18.08.2017 20:00 Uhr | Unihockey Baden-Birmenstorf       | 2:8       | Floorball Thurgau                    |
| 20.08.2017 19:00 Uhr | Unihockey Bassersdorf Nürensdorf  | 5:8       | RD March-Höfe Altendorf              |
| 12.08.2017 19:30 Uhr | DT Bäretswil                      | 3:23      | Zug United                           |
| 13.08.2017 15:00 Uhr | Unihockey Aargau United           | 4:8       | Ticino Unihockey                     |
| 13.08.2017 15:00 Uhr | UC Yverdon                        | 3:5       | Unihockey Fricktal                   |
|                      | UHC Alligator Malans              | -:-       | Freilos                              |
|                      | Chur Unihockey                    | -:-       | Freilos                              |
| 20.08.2017 14:00 Uhr | UHC Visper Lions                  | 2:6       | FSG Corcelles-Cormondrèche           |
| 20.08.2017 17:00 Uhr | UHC Tuggen-Reichenburg            | 2:7       | UHC Grünenmatt                       |
| 20.08.2017 16:00 Uhr | UHC Einhorn Hünenberg             | 3:11      | Iron Marmots Davos-Klosters          |
| 19.08.2017 17:00 Uhr | UH Red Lions Frauenfeld           | 3:11      | UHC Thun                             |
| 13.08.2017 20:00 Uhr | Floorball P.W. Buochs-Ennetbürgen | 4:11      | UHT Eggiwil                          |
| 18.08.2017 20:00 Uhr | UHC Jump Dübendorf                | 6:4       | TSV Unihockey Deitingen              |
|                      | Floorball Köniz                   | -:-       | Freilos                              |
| 19.08.2017 17:00 Uhr | Zürisee Unihockey ZKH             | 1:17      | Unihockey Tigers                     |
| 20.08.2017 18:30 Uhr | UHC Zuger Highlands               | 1:6       | Unihockey Fribourg                   |
| 13.08.2017 16:00 Uhr | UHC Mutschellen                   | 2:15      | UHC Uster                            |
| 13.08.2017 20:00 Uhr | UHT Tornados Frutigen             | 4:6       | UHT Schüpbach                        |
| 20.08.2017 19:00 Uhr | SV Waldenburg Eagles              | 4:9       | UHC Waldkirch-St. Gallen             |
| 20.08.2017 17:00 Uhr | Unihockey Mittelland              | 7:6 n. V. | Hornets Regio Moosseedorf Worblental |
| 18.08.2017 21:00 Uhr | United Toggenburg Bazenheid       | 5:3       | UHC Lions Konolfingen                |
| 12.08.2017 19:00 Uhr | ESV Eschenbach                    | 0:12      | Kloten-Bülach Jets                   |

## 4. Runde – 1/16-Final
Die vierte Runde bzw. der 1/16-Final des Schweizer Cup wird grösstenteils am 16. und 17. September 2017 ausgetragen.
| Datum                |                             | Ergebnis  |                             |
| -------------------- | --------------------------- | --------- | --------------------------- |
| 16.09.2017 18:00 Uhr | UHC Wildcats Schiers        | 2:13      | SV Wiler-Ersigen            |
| 15.09.2017 19:30 Uhr | Jona-Uznach Flames          | 3:6       | Ad Astra Sarnen             |
| 17.09.2017 19:30 Uhr | Bern Capitals               | 10:4      | Unihockey Basel Regio       |
| 15.09.2017 20:00 Uhr | Virtus Wohlen               | 2:12      | HC Rychenberg Winterthur    |
| 16.09.2017 20:00 Uhr | Team Aarau                  | 1:8       | Grasshopper Club Zürich     |
| 17.09.2017 17:30 Uhr | RD March-Höfe Altendorf     | 4:5       | Floorball Thurgau           |
| 17.09.2017 18:00 Uhr | Ticino Unihockey            | 2:6       | Zug United                  |
| 17.09.2017 16:00 Uhr | Unihockey Fricktal          | 3:9       | UHC Alligator Malans        |
| 17.09.2017 16:00 Uhr | FSG Corcelles-Cormondrèche  | 4:19      | Chur Unihockey              |
| 17.09.2017 13:30 Uhr | UHC Grünenmatt              | 7:4       | Iron Marmots Davos-Klosters |
| 17.09.2017 20:00 Uhr | UHT Eggiwil                 | 6:5 n. V. | UHC Thun                    |
| 17.09.2017 19:30 Uhr | UHC Jump Dübendorf          | 2:13      | Floorball Köniz             |
| 17.09.2017 19:30 Uhr | Floorball Fribourg          | 6:9       | Unihockey Tigers            |
| 17.09.2017 17:00 Uhr | UHT Schüpbach               | 1:12      | UHC Uster                   |
| 17.09.2017 19:15 Uhr | Unihockey Mittelland        | 3:5       | UHC Waldkirch-St. Gallen    |
| 15.09.2017 19:45 Uhr | United Toggenburg Bazenheid | 3:15      | Kloten-Bülach Jets          |

## 5. Runde - 1/8-Final
Die Achtelfinals wurden im Haus der Sports in Ittigen ausgelost.
| Datum                |                          | Ergebnis |                          |
| -------------------- | ------------------------ | -------- | ------------------------ |
| 22.10.2017 17:30 Uhr | SV Wiler-Ersigen         | 5:1      | UHC Waldkirch-St. Gallen |
| 20.10.2017 20:00 Uhr | Bern Capitals            | 3:5      | UHT Eggiwil              |
| 22.10.2017 19:15 Uhr | Floorball Thurgau        | 4:8      | Grasshopper Club Zürich  |
| 22.10.2017 19:00 Uhr | Ad Astra Sarnen          | 9:7      | Zug United               |
| 22.10.2017 18:30 Uhr | UHC Grünenmatt           | 3:12     | Chur Unihockey           |
| 22.10.2017 16:30 Uhr | Floorball Köniz          | 13:6     | Tigers Langnau           |
| 22.10.2017 17:00 Uhr | UHC Alligator Malans     | 13:5     | UHC Uster                |
| 20.10.2017 19:30 Uhr | HC Rychenberg Winterthur | 11:6     | Kloten-Bülach Jets       |

## 6. Runde - 1/4-Final
| Datum                |                          | Ergebnis |                         |
| -------------------- | ------------------------ | -------- | ----------------------- |
| 19.11.2017 17:30 Uhr | SV Wiler-Ersigen         | 7:1      | Floorball Köniz         |
| 19.11.2017 19:15 Uhr | UHT Eggiwil              | 4:5      | Chur Unihockey          |
| 19.11.2017 17:00 Uhr | UHC Alligator Malans     | 3:9      | Grasshopper Club Zürich |
| 19.11.2017 15:00 Uhr | HC Rychenberg Winterthur | 10:2     | Ad Astra Sarnen         |

## 7. Runde - 1/2-Final
| Datum                |                         | Ergebnis  |                          |
| -------------------- | ----------------------- | --------- | ------------------------ |
| 13.01.2018 19:00 Uhr | SV Wiler-Ersigen        | 6:3       | Chur Unihockey           |
| 13.01.2018 16:00 Uhr | Grasshopper Club Zürich | 5:4 n. V. | HC Rychenberg Winterthur |

## 8. Runde - Final
| 24. Februar 2018 19:15 Uhr |  | SV Wiler-Ersigen | 11:6 (3:1, 4:1, 4:4) Spielbericht | Grasshopper Club Zürich | Sporthalle Wankdorf, Bern Zuschauer: 3200 |